# 高知県道311号土佐新荘停車場線
高知県道311号土佐新荘停車場線（こうちけんどう311ごう とさしんじょうていしゃじょうせん）は、高知県須崎市を通る一般県道である。

## 概要
須崎市西町にある、JR四国土讃線土佐新荘駅前から高知県道388号吾井郷下分線までを結ぶ。

### 路線データ
- 起点：高知県須崎市西町二丁目（JR四国土讃線土佐新荘駅前）
- 終点：高知県須崎市西町二丁目（高知県道388号吾井郷下分線交点）
- 総延長：123 m

## 地理

### 通過する自治体
- 高知県
  - 須崎市

### 交差する道路
| 交差する道路              | 交差する場所 | 交差する場所 |
| ------------------------- | ------------ | ------------ |
| 高知県道388号吾井郷下分線 | 西町二丁目   | 終点         |

### 沿線
- JR四国土讃線土佐新荘駅